# André Trocmé

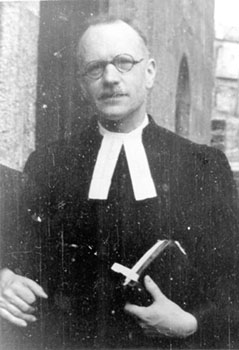
André Trocmé

André Trocmé (* 7. April 1901 in St. Quentin; † 5. Juni 1971 in Genf) war ein französischer evangelisch-reformierter Pastor, Widerstandskämpfer und Friedensaktivist. Für die von ihm initiierte Rettung von vermutlich Tausenden Juden aus dem besetzten bzw. vom Vichy-Regime regierten Frankreich im auvergnatischen Dorf Chambon-sur-Lignon wurde er in der israelischen Holocaust-Gedenkstätte Yad Vashem in die Liste der Gerechten unter den Völkern aufgenommen.

## Leben und Wirken
André Trocmé war der Sohn des protestantischen Textilindustriellen Paul Trocmé in St. Quentin und dessen zweiter Ehefrau Paula (Elisabeth F. Pauline) geb. Schwerdtmann (1868–1911), einer Tochter des im Fürstentum Schaumburg-Lippe ansässigen Pastors Edward Arnold Schwerdtmann (* 20. Februar 1832 in Bergkirchen; † 18. Oktober 1907 in Petzen) und Schwester des Generalsuperintendenten Johannes Schwerdtmann. Er besuchte nach der Grundschule eine weiterbildende Schule, auf der er seine Hochschulreife erwarb. Danach studierte er Evangelische Theologie in Paris und New York.
Nach seiner Ordination wurde er 1934 Pastor der reformierten Pfarrgemeinde in Le Chambon-sur-Lignon, einer Gemeinde im Département Ardèche. Deren Bewohner stammen zum großen Teil von Hugenotten ab, die als selbstbewusst gelten und in der Regel an ihrem Glauben festhalten. Während Frankreich von Hitlers Wehrmacht besetzt war und vom Vichy-Regime regiert wurde, wirkte Pasteur Trocmé mit seiner Verkündigung des Evangeliums der Nächstenliebe und Mitmenschlichkeit auf das Bewusstsein einer Vielzahl von Menschen in seiner Gemeinde ein. Diese Pastoralarbeit veränderte die Lebensweise der Bewohner, denn sie erkannten im Evangelium ihre Verpflichtung, bedrohten Menschen zu helfen. So nahmen sie Flüchtlinge auf, versteckten sie oder machten sie für ihre Verfolger unauffindbar. Im Pfarrhaus des kleinen Ortes wurden die Rettungsaktionen geplant. Meistens kamen die Verfolgten zunächst in Hotels unter, von wo sie von Trocmé und anderen Pfarrern auf einzelne Bauernhöfe verteilt wurden. Die Flüchtlinge wurden bei Familien und im Pfarrhaus, in Scheunen und in Werkstätten untergebracht. Für Kinder wurde Schulunterricht organisiert. Viele Flüchtlinge wurden unter falschem Namen sogar polizeilich angemeldet, um notwendige Lebensmittelkarten zu erhalten. Das widerständige Dorf hatte selbst unter den Polizisten Sympathisanten. Die warnten sie heimlich, wenn Gefahr drohte. Dann wurden die Flüchtlinge kurzerhand im Wald versteckt. Zum Zeitpunkt der deutschen Invasion im Mai 1940 lebten rund 330.000 Juden in Frankreich. Am Ende der deutschen Besatzung im September 1944 hatten drei Viertel der Juden überlebt, knapp 80.000 waren der „Endlösung der Judenfrage“ zum Opfer gefallen.

„Wir wissen nicht, was Juden sind. Wir kennen nur Menschen,“

 entgegnete der französische Pastor André Trocmé, als er im Sommer 1942 von französischen Polizisten aufgefordert wurde, das Versteck jüdischer Flüchtlinge preiszugeben.
Trocmés konspiratives Handeln wurde bei den Besatzern und ihren französischen Helfern ruchbar, und so wurde er verhaftet. Als er mit anderen Festgenommenen im Gefängnis saß, wurde er von Widerstandskämpfern nach dem Grund seines Handelns befragt. „Weil der Glaube auf Erden wirken muss“, antwortete Pfarrer Trocmé. Und er fügte hinzu, dass er nicht tatenlos auf den Himmel warten wolle. Weil die Polizei keine Beweise hatte, ließ sie den Pfarrer wieder frei.
Die etwa 9.000 Bewohner jener Gegend leisteten auf ihre Art Widerstand gegen die nationalsozialistische Besetzung. Als der Krieg zu Ende war, hatten sie fast 5.000 Flüchtlinge vor dem sicheren Tod gerettet oder ihnen geholfen, darunter etwa 3.500 Deutsche, Österreicher, Niederländer und Franzosen jüdischer Abstammung.
Auch nach der Befreiung vom Nationalsozialismus setzte sich Trocmé weiter ein für seine Idee von der Geschwisterlichkeit aller Menschen. Als Sekretär des Internationalen Versöhnungsbundes leistete er Friedensarbeit über Ländergrenzen hinweg. Er wurde Mitglied der Christlichen Friedenskonferenz (CFK) und arbeitete in ihren Gremien mit. Seine theologische Erkenntnis und seine friedenspolitischen Einsichten gab er weiter auch als Autor von Kinderbüchern, weil er in den Kindern die Handelnden von morgen sah.
Im Jahr 1990, 19 Jahre nach dem Tode Trocmés, zeichnete die israelische Holocaust-Gedenkstätte Yad Vashem die ganze Region für ihren Mut als „Gerechte unter den Völkern“ aus. Noch zu seinen Lebzeiten hat André Trocmé diesen Ehrentitel am 5. Januar 1971 individuell erhalten, später auch seine Ehefrau Magda und (postum) sein Neffe Daniel, der als Schulleiter in Chambon-sur-Lignon 1943 von der Gestapo verhaftet und 1944 im Lager Majdanek umgebracht worden war.
Das Archiv des Ehepaars Trocmé liegt größtenteils in der Swarthmore College Library, Abt. Peace Collection, Pennsylvania; eine Kopie im Archiv des Weltkirchenrats in Genf.

## Werke
- Engel singen nicht für Geld. Und andere Geschichten zu Weihnachten. Neufeld Verlag, Schwarzenfeld 2010, ISBN 978-3-86256-002-8.
- Von Engeln und Eseln. Geschichten nicht nur zu Weihnachten. Neufeld Verlag, Schwarzenfeld 2007, ISBN 978-3-937896-52-6.[5]
  - Weiterer Auszug: Nikodemus. Bibellesebund, Marienheide 2008.
  - Hörbuch: Von Engeln und Eseln. Geschichten zu Weihnachten. Sprecher Philipp Schepmann. Neufeld Verlag, Schwarzenfeld 2010, ISBN 978-3-86256-003-5.
- Jesus and the Nonviolent Revolution. Übers. Michael H. Shank & Marlin E. Miller. Herald, Scottdale (PA) 1973; wieder Wipf & Stock, Eugene OR 1998, ISBN 1-57910-202-6; erw. Ausgabe Orbis, Maryknoll NY 2003, ISBN 1-57075-538-8; Plough (Bruderhof Found.), Farmington 2007.[6]